# Vellore (district)
Vellore is een district van de Indiase staat Tamil Nadu. In 2001 telde het district 3.482.970 inwoners op een oppervlakte van 6077 km². In 2019 verloor het door afsplitsingen echter veel van zijn grondgebied.
Vellore behoorde aanvankelijk tot het district Noord-Arcot. In 1989 werd Noord-Arcot opgesplitst in twee afzonderlijke districten: Vellore en Tiruvannamalai. In 2019 werd Vellore zelf in drieën gesplitst, waarbij het zuidwestelijke gedeelte (Tirupattur) en het oostelijke gedeelte (Ranipet) sindsdien aparte districten vormen.
Vellore grenst in het noorden aan de staat Andhra Pradesh. De hoofdplaats van het district is de gelijknamige stad Vellore.

## Plaatsen in het district
- Allapuram
- Dharapadavedu
- Gandhi Nagar
- Sathuvachari
- Shenbakkam
- Thorapadi

Hoofdstad: Chennai
Districten: Ariyalur · Chengalpattu · Chennai · Coimbatore · Cuddalore · Dharmapuri · Dindigul · Erode · Kallakurichi · Kanchipuram · Kanyakumari · Karur · Krishnagiri · Madurai · Mayiladuthurai · Nagapattinam · Namakkal · Nilgiris · Perambalur · Pudukkottai · Ramanathapuram · Ranipet · Salem · Sivaganga · Tenkasi · Thanjavur · Theni · Thoothukudi · Tiruchirappalli · Tirunelveli · Tirupattur · Tirupur · Tiruvallur · Tiruvannamalai · Tiruvarur · Vellore · Viluppuram · Virudhunagar